# Alice von Platen
Alice Ricciardi von Platen (Weissenhaus, 28 aprile 1910 – Cortona, 23 febbraio 2008) è stata una psichiatra tedesca.

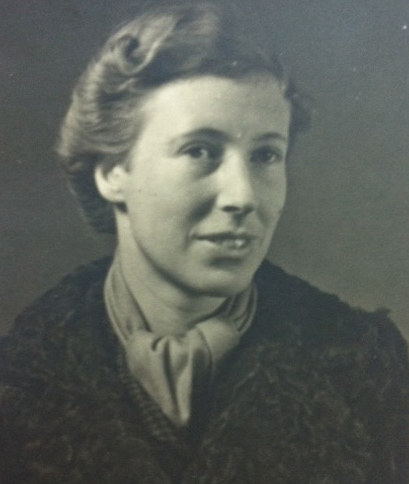

Membro della commissione medica di osservatori del Tribunale militare americano ai processi secondari di Norimberga 1946-1947 contro 23 medici accusati di crimini contro l'umanità. Ha lavorato a Roma e a Cortona come psicoterapeuta individuale e di gruppo.
Nel 2000 ha pubblicato il libro Il nazismo e l'eutanasia dei malati di mente; il libro riporta, in lingua italiana, la documentazione che nel 1946 la commissione, presieduta da Alexander Mitscherlich, dell'Ordine dei Medici riferì sul processo. Gli imputati erano alcuni medici dei campi di concentramento accusati di aver fatto esperimenti sui prigionieri, e i medici e i funzionari coinvolti nel cosiddetto programma di eutanasia che Hitler aveva lanciato per sterminare i malati di mente.

## Opere
- Alice Ricciardi von Platen, Il nazismo e l'eutanasia dei malati di mente, Le lettere, 2000, ISBN 88-7166-506-6